# Steven McKenna
Steven McKenna (* 24. August 1991) ist ein Triathlet aus Australien und Ironman-Sieger. Er ist amtierender ITU-Vizeweltmeister auf der Triathlon-Langdistanz (2024) und wird als Fünftschnellster geführt in der Bestenliste australischer Triathleten auf der Ironman-Distanz.

## Werdegang
Steven McKenna startet seit 2015 im Triathlon.
Er belegte den zweiten Rang in der Challenge-Weltserie 2019 und kassierte das Preisgeld von 20.000 US-Dollar.
Im Mai 2023 konnte McKenna mit dem Ironman Australia sein erstes Ironman-Rennen gewinnen und mit seiner Siegerzeit von 8:06:16 Stunden hier einen neuen Streckenrekord einstellen.
Im März 2024 entschied Steven McKenna im Ironman New Zealand das Rennen der Männer in 8:40:06 Stunden für sich. Im August wurde der 33-Jährige in Australien Vizeweltmeister auf der Triathlon-Langdistanz.
Steven McKenna lebt in Adelaide.

## Sportliche Erfolge
| Datum/Jahr    | Rang | Wettbewerb                                           | Austragungsort | Zeit     | Bemerkung                  |
| ------------- | ---- | ---------------------------------------------------- | -------------- | -------- | -------------------------- |
| 26. März 2023 | 2    | Ironman 70.3 Geelong                                 | Geelong        |          |                            |
| 13. Nov. 2022 | 1    | Ironman 70.3 Melbourne                               | Melbourne      |          |                            |
| 11. Sep. 2022 | 2    | Ironman 70.3 Sunshine Coast                          | Mooloolaba     |          |                            |
| 29. Mai 2022  | 1    | Challenge Gunsan                                     | Gunsan         |          |                            |
| 20. März 2022 | 2    | Ironman 70.3 Geelong                                 | Geelong        |          |                            |
| 28. März 2021 | 1    | Ironman 70.3 Geelong                                 | Geelong        |          |                            |
| 24. Nov. 2019 | 1    | Challenge Iskandar Puteri                            | Malaysia       |          | Halbdistanz                |
| 14. Juli 2019 | 1    | Challenge Gunsan                                     | Vietnam        | 04:05:03 | Sieger auf der Halbdistanz |
| 4. Mai 2019   | 5    | AUS Middle Distance Triathlon National Championships | Busselton      | 04:01:39 | hinter Craig Alexander     |

| Datum/Jahr    | Rang | Wettbewerb                                      | Austragungsort | Zeit     | Bemerkung                                         |
| ------------- | ---- | ----------------------------------------------- | -------------- | -------- | ------------------------------------------------- |
| 25. Aug. 2024 | 2    | ITU Long Distance Triathlon World Championships | Townsville     | 05:06:03 | ITU Vizeweltmeister auf der Triathlon-Langdistanz |
| 2. März 2024  | 1    | Ironman New Zealand                             | Taupō          | 08:01:12 | [ 7 ]                                             |
| 3. Dez. 2023  | 4    | Ironman Western Australia                       | Busselton      | 07:54:32 | persönliche Bestzeit auf der Ironman-Distanz      |
| 7. Mai 2023   | 1    | Ironman Australia                               | Port Macquarie | 08:06:16 |                                                   |
| 4. Dez. 2022  | 2    | Ironman Western Australia                       | Busselton      |          | hinter Max Neumann                                |

(DNF – Did Not Finish)